# Катайорнис
Катайо́рнис (лат. Cathayornis) — род энанциорнисовых птиц, чьи окаменелые остатки найдены в аптской формации Цзюфотан, провинция Ляонин (Китай). Известен единственный вид, Cathayornis yandica — один из самых первых видов энанциорнисовых, найденных в Китае. Несколько других видов, ранее относимых к катайорнису, позднее были переклассифицированы или считаются сомнительными.

## Описание
Катайорнис был мелкой птицей со слегка удлинённым зубастым рострумом и цепкими лапами. Как и у большинства других энанциорнисовых, у него имелись большие когти на первых двух пальцах передних конечностей, которые поддерживали крыло. Согласно последним исследованиям, к этому роду может быть отнесён только один образец — окаменелость под инвентарным номером IVPP V9769, в настоящее время размещённая в коллекции Института палеонтологии позвоночных и палеоантропологии в Пекине. Катайорниса можно отличить от подобных энанциорнисовых птиц (особенно от Sinornis, Eocathayornis и Houornis) по более крупным размерам, более короткому и более прямому первому пальцу с более длинным когтем и другим анатомическим деталям. Два других образца (IVPP V9936 и V10896), очень фрагментарных, в прошлом относили к C. yandica, но их причисление к этому виду остаётся под вопросом, поскольку они не сохранили ключевых элементов скелета.

## Систематика
В 2002 году группа палеонтологов под руководством Пола Серено рассматривала катайорниса в качестве младшего синонима Sinornis. Учёные интерпретировали анатомию этих двух таксонов как очень похожую и разделяющую ключевые аутапоморфии пигостиля. Первый тщательный обзор Sinornis и катайорниса опубликовали Цзинмэй О`Коннор и Гэрет Дайк в 2010 году. Они пришли к выводу, что, несмотря на раннее мнение Серено и его коллег, эти два таксона не были синонимами, а на самом деле различаются пропорциями пальцев и когтей крыльев, таза и размерами пигостилей.
Ранее к роду катайорнисы были отнесены несколько других видов: Cathayornis aberransis, Cathayornis chabuensis и Cathayornis caudatus. Однако в последующих исследованиях их валидность и принадлежность к роду катайорнисы была поставлена под сомнение. В 2010 году О`Коннор и Дайк обнаружили, что многие из предположительно отличительных особенностей C. aberransis (например, основание гребня на черепе) были описаны неточно, что поставило под сомнение другие признаки, разнящие этот вид с C. yandica. Учёные предложили провести дополнительные исследования для определения валидности C. aberransis. Аналогичным образом, Cathayornis caudatus («катайорнис хвостатый») был назван из-за своего якобы костяного хвоста, лишённого пигостиля; к тому же, он отличался размером. О`Коннор и Дайк повторно исследовали образец и обнаружили, что он лишь незначительно отличается размером от типового экземпляра C. yandica, и что нормальный птичий хвост с пигостилем хорошо виден на одной из сторон каменной плитки, а части бедренной кости были ошибочно приняты за неслитые хвостовые позвонки. Поэтому учёные посчитали вид C. caudatus сомнительным. Также они сошлись во мнении, что вид C. chabuenis явно отличается от C. yandica и, скорее всего, представляет собой отдельный род. После повторного изучения предполагаемых «катайорнитид» в 2015 году китайские палеонтологи Ван и Лю установили, что C. caudatus отличается от катайорниса и отнесли его к новому роду Houornis. С другой стороны, они сочли вид C. chabuensis сомнительным.
Некоторые исследователи считают синонимами Cathayornis yandica и других птиц из формации Цзюфотан, таких как Largirostrornis sexdentoris и Cuspirostrisornis houi, хотя это мнение ещё не подтверждено строгим исследованием. О`Коннор и её коллеги отметили, что, хотя некоторые авторы и синонимизируют Longchengornis sanyanensis с C. yandica, первый вид показывает анатомию, не разделяемую никакими возможными видами катайорниса.